# Vaterpolo na OI 1900.
Na Olimpijskim igrama u Parizu 1900. na vaterpolskom turniru su mogle nastupati i klupske momčadi sastavljene od pojedinaca iz različitih država.
| Odličje | Reprezentacija                              | Sastav |
| zlato   | Osborne Swimming Club, Manchester           | Arthur Robertson, Thomas Coe, Eric Robinson, Peter Kemp, George Wilkinson, John Henry Derbyshire, William Lister, William Henry, Robert Crawshaw, John Jarvis, F. Stapleton, Victor Lindberg |
| srebro  | Swimming and Water Polo Club, Bruselj       | Albert Michant, Fernand Feyaerts, Henri Cohen, Victor de Behr, Oscar Grégoire, Victor Sonnemans, Jean de Backer, Guillaume Séron, Georges Romas, A.R. Upton                                  |
| bronca  | / Ujedinjeno Kraljevstvo Libellule de Paris | Henri Peslier (FRA), Thomas Burgess (GBR), Alphonse Decuyper (FRA), Pesloy (FRA), Paul Vasseur (FRA), Jules Clévenot (FRA), Louis Laufray (FRA)                                              |
| bronca  | Pupilles de Neptune de Lille 2              | Louis Martin, Eugène Coulon, Fardelle, Favier, Leriche, Charles Treffel, Désiré Merchez, Gellé, Camelin, Fiolet, Louis Marc                                                                  |